# Cupcakke
Elizabeth Eden Harris (sinh ngày 31 tháng 5 năm 1997), hay còn được biết đến với nghệ danh Cupcakke (cách điệu cupcakKe; phát âm /ˈkʌpkeɪk/), là một nhạc sĩ, ca sĩ, rapper người Mỹ nổi tiếng với tính cách cùng gu âm nhạc táo bạo, tầm thường hóa tình dục xen lẫn hài hước.
Sinh ra tại thành phố Chicago, tiểu bang Illinois, Cupcakke bắt đầu sự nghiệp của mình với tư cách là một rapper vào năm 2012 với các tác phẩm được đăng tải trực tuyến. Cupcakke thu hút được sự chú ý của nhiều khán thính giả vào năm 2015 sau khi video âm nhạc của hai bài hát "Vagina" và "Deepthroat" trở nên lan truyền trên nền tảng Youtube; hai bài hát trên sau đó đã được bà đưa vào album mixtape đầu tay của mình – Cum Cake (2016) – và album này đã được tạp chí Rolling Stone xếp thứ hạng 23 trong hạng mục Album nhạc Rap hay nhất của năm 2016. Kể từ đó, bà đã phát hành album thêm một album mixtape khác là S.T.D (Shelters to Deltas) (2016) cùng nhiều album phòng thu như Audacious (2016), Queen Elizabitch (2017), Ephorize (2018) và Eden (2018).
Ngoài khoảng thời gian tạm ngưng sự nghiệp ngắn ngủi vào năm 2019, Cupcakke đã kiên trì phát hành nhiều đĩa đơn độc lập, có thể kể đến như "Squidward Nose" (2019), "Discounts" (2020), "Mosh Pit" (2021), và "H2hoe" (2022). Sáu năm sau lần phát hành album cuối cùng, Cupcakke đã phát hành album phòng thu thứ 5 của mình với tên gọi Dauntless Manifesto (2024).